# Исидор (митрополит Новгородский)
Митрополи́т Иси́дор (? — 10 апреля 1619, Новгород) — митрополит Новгородский и всего Поморья.

## Биография
Пострижен в монахи в Соловецком монастыре. С 1597 года был игуменом Соловецкого монастыря.
С 6 февраля 1603 года митрополит Новгородский.
В 1604 году поставлен на новгородскую митрополию. В 1605 году, по смерти Бориса Годунова, он отправлен был вместе с Басмановым к царскому войску, принимать от него присягу на верность Феодору Борисовичу.
1 июня 1606 года венчал на царство Василия Шуйского. Помог Василию Шуйскому заключить выгодный договор со шведским полководцем Делагарди. Когда последний подступил к Новгороду в 1611 году руководил обороной города от шведов.
Исходатайствовал прощение для новгородцев у Михаила Феодоровича за вынужденную клятву, данную шведскому королевичу Карлу-Филиппу.
Умер 10 апреля 1619 года; погребён в Софийском соборе, в Корсунской паперти.